# Покшивниця (Опольське воєводство)
Покшивниця (пол. Pokrzywnica, нім. Nesselwitz) — село в Польщі, у гміні Ренська Весь Кендзежинсько-Козельського повіту Опольського воєводства.
Населення — 807 осіб (2011).
У 1975-1998 роках село належало до Опольського воєводства.

## Демографія
Демографічна структура станом на 31 березня 2011 року:
|          | Загалом | Допрацездатний вік | Працездатний вік | Постпрацездатний вік |
| -------- | ------- | ------------------ | ---------------- | -------------------- |
| Чоловіки | 380     | 71                 | 253              | 56                   |
| Жінки    | 427     | 63                 | 258              | 106                  |
| Разом    | 807     | 134                | 511              | 162                  |